# Jana Reininger
Jana Reininger (* 1992 in Korneuburg) ist österreichische Journalistin und Soziologin. Sie ist Mitbegründerin des ZIMT Magazins.

## Leben
Jana Reininger hat an der Universität Wien Soziologie studiert und dort 2020 ihren Masterabschluss erworben. Ihre Masterarbeit befasste sich mit Lebensrealitäten geflüchteter Menschen. Nach zahlreichen Beiträgen in österreichischen Medien, u. a. Der Standard, Datum und Moment, hat Jana Reininger ZIMT – Das Magazin über die Psyche gegründet. Seit 2022 ist sie im Ressort Gesellschaft, Bildung und Ethik der Wochenzeitung Die Furche tätig.

## Auszeichnungen
2020 erhielt Jana Reininger den Anerkennungspreis des Prälat-Leopold-Ungar-JournalistInnenpreis in der Kategorie Print für ihre Recherche „Verrückte Kindheit“ in DATUM Ausgabe 5/2020. 2021 erhielt sie den ÖZIV Medienpreis in der Kategorie Print für „Geliehene Arme und Beine“ in DATUM Ausgabe 11/2020. 2022 wurde Jana Reininger vom Fachmagazin Österreichs Journalistin als eine der 30 herausragendsten Journalisten unter 30 Jahren ausgezeichnet. Im selben Jahr erhielt sie den Österreichischen Jugendpreis in der Kategorie Journalistische Leistungen im Interesse der Jugend vom Bundeskanzleramt.